# Суффеты Тира
Суффеты Тира — чиновники (магистраты), управлявшие от имени царя городом в древности. В период временной ликвидации монархии в Тире в 564/563—556/555 годах до н. э. — высшие должностные лица всего царства.
О существовании в VI веке до н. э. в Тире суффетов известно из единственного источника: трактата Иосифа Флавия «Против Апиона». Этот автор позаимствовал приведённые им сведения о суффетах из труда историка Менандра Эфесского. Источником же информации Менандра о событиях в Тире были документы из местного царского архива.
Согласно трактату «Против Апиона», после смерти царя Баала II, скончавшегося в 564 или 563 году до н. э., правителем Нововавилонского царства Навуходоносором II царская власть в Тире была упразднена. Управление городом было поручено суффету (у Иосифа Флавия — судье), вероятно, одному из местных уроженцев. О причинах такого решения Навуходоносора II в трактате «Против Апиона» не сообщается. Возможно, упразднение царя в Тире было связано с включением города в состав одной из провинций Нововавилонской державы.
Иосиф Флавий привёл список суффетов:
| Имя                | Даты правления                | Продолжительность правления | Дополнительные сведения           |
| ------------------ | ----------------------------- | --------------------------- | --------------------------------- |
| Йакинбаал          | 564 год до н. э.              | 2 месяца                    | сын Васлиха                       |
| Хелбес             | 564—563 годы до н. э.         | 10 месяцев                  | сын Авдея                         |
| Аббар              | 563 год до н. э.              | 3 месяца                    | верховный жрец                    |
| Меттен и Герастарт | 563/562—557/556 годы до н. э. | 6 лет                       | отцом Герострат был некий Абдалим |
| Балатор            | до 556 или 555 года до н. э.  | один год                    |                                   |

Тир в составе Нововавилонского царства

Различные по длительности сроки правления суффетов свидетельствуют, что их избрание не было обусловлено какими-либо законами. Возможно, они сменялись или по воле Навуходоносора II, или в результате переворотов, организованных тирской знатью. Предполагается, что к концу правления суффетов в Тире выработался такой же дуализм административного аппарата города, какой в то время существовал в Карфагене. Нахождение у власти сразу двух суффетов, вероятно, стало результатом компромисса между различными группами знати Тира. Возможно, свидетельством волнений, охвативших Тир в первые годы после ликвидации царской власти, являлось присутствие вавилонских войск в окрестностях города в 564/563—562 годах до н. э.
О правлении суффетов известно очень немного. К тому времени современные историки относят окончательное отпадение от Тира его дальних колоний в Северной Африке и Малой Азии. В том числе, в Карфагене власть перешла к Малху, заложившему основы будущего процветания Карфагенской державы.
Монархическое правление в Тире было восстановлено с согласия верховного правителя Финикии, вавилонского царя Набонида. По одному мнению, это произошло после смерти Балатора в 556 или 555 году до н. э., когда новым властителем Тира был поставлен Мербаал, до того живший на положении заложника в Вавилоне. По другому мнению, уже Балатор носил царский титул. Это мнение основывается как на одном из вариантов прочтения трактата «Против Апиона», так и на данных ономастики, возводящих имя Балатора к финикийскому имени Баалезор, распространённому среди правителей Тира.
Институт суффетов сохранился в Тире и в более позднее время. Вероятно, эта должность с согласия тирских царей могла передаваться по наследству. В эпоху эллинизма, когда монархия в Тире была окончательно ликвидирована, подчинявшиеся верховной воле властителей Египта и Рима суффеты и архонты стали реальными правителями города. Предполагается, что к тому времени должность суффета уже могла стать выборной. Такая форма власти в Тире сохранялась, по крайней мере, до начала нашей эры.